# Харцунген
Харцунген (нем. Harzungen) — община в Германии, в земле Тюрингия. 
Входит в состав района Нордхаузен. Подчиняется управлению Хонштайн/Зюдхарц.  Население составляет 207 человек (на 31 декабря 2010 года). Занимает площадь 3,86 км².